# Превессен-Моэн
Превессе́н-Моэ́н (фр. Prévessin-Moëns) — коммуна во Франции, находится в регионе Рона — Альпы. Департамент — Эн. Входит в состав кантона Ферне-Вольтер. Округ коммуны — Жекс.
Код INSEE коммуны — 01313.

## География
Коммуна расположена приблизительно в 410 км к юго-востоку от Парижа, в 115 км северо-восточнее Лиона, в 70 км к востоку от Бурк-ан-Бреса.
По территории коммуны протекает река Льон.

## Климат
Климат полуконтинентальный с холодной зимой и тёплым летом. Дожди бывают нечасто, в основном летом.

## Население
Население коммуны на 2010 год составляло 5980 человек.
| 1962 | 1968 | 1975 | 1982 | 1990 | 1999 | 2010 |
| ---- | ---- | ---- | ---- | ---- | ---- | ---- |
| 354  | 743  | 1509 | 2240 | 3723 | 4263 | 5980 |

## Администрация
| Период | Период | Фамилия           | Партия        | Примечания |
| ------ | ------ | ----------------- | ------------- | ---------- |
| 1995   | 2014   | Жан-Поль Лорансон | Разные левые  |            |
| 2014   | 2020   | Орели Шарийон     | Разные правые |            |

## Экономика
В 2010 году среди 4025 человек трудоспособного возраста (15—64 лет) 3056 были экономически активными, 969 — неактивными (показатель активности — 75,9 %, в 1999 году было 66,9 %). Из 3056 активных жителей работали 2806 человек (1465 мужчин и 1341 женщина), безработных было 250 (121 мужчина и 129 женщин). Среди 969 неактивных 376 человек были учениками или студентами, 196 — пенсионерами, 397 были неактивными по другим причинам.
Северная площадка ЦЕРН.

## Достопримечательности
- Церковь Успения (XIII век). Исторический памятник с 1982 года.[4]

## Фотогалерея
- Превессен-Моэн
- Церковь Успения
- Мэрия
- Карта коммуны